# Мюррей Тінкельман
Мюррей Тінкельман (англ. Murray Tinkelman, 2 квітня 1933 — 30 січня 2016) — американський ілюстратор наукової фантастики та фентезі, який отримав золоті медалі від Товариства ілюстраторів. У 1970-х роках він намалював численні обкладинки книжок для перевидань науково-фантастичних і фантастичних романів у м'якій обкладинці для Ballantine Books, включаючи перевидання багатьох романів Джона Браннера.

## Життєпис
У 1970 році Гільдія графічних мистецтв назвала його художником року. Роботи Тінкельмана, затятого фанату бейсболу, були представлені на рідкісній персональній виставці в 1994 році в Національному залі слави та музеї бейсболу в Куперстауні, Нью-Йорк. Наступного року Спортивна академія Сполучених Штатів у Дафні, штат Алабама, назвала Тінкельмана «Спортивним художником року», і він був у центрі уваги виставки. У 1999 році він отримав нагороду видатного педагога в області мистецтв від Товариства ілюстраторів, а в 2001 році отримав почесну відзнаку від Сіракузського університету, де пізніше став почесним професором і старшим радником.
Останнім часом Тінкельман викладав у Гартфордській художній школі, яка є частиною Гартфордського університету. Зараз його колекції можна знайти в Бруклінському музеї, Художньому музеї Делавера, Міжнародному залі слави та музеї фотографії та Музеї американського мистецтва Нової Британії. Був нагороджений Нью-Йоркським клубом арт-директорів і Товариством дизайнерів публікацій золотими медалями.
30 січня 2016 року Мюррей Тінкельман (1933—2016) помер у віці 82 років. Його дружина та постійна партнерка по творчості Керол померла перед ним всього за 15 днів до цього, 15 січня.

## Публікації
Роботи Тінкельмана публікувалися в таких газетах, як Atlantic Monthly, Нью-Йорк таймс і Вашингтон пост.
Він проілюстрував вірш Вільяма Сарояна «Я» для його публікації в The Saturday Evening Post 9 березня 1963 року. Того ж року вірш та ілюстрації до нього було опубліковано як книжку для дітей і перевидано у 2016 році.

## Обкладинки книг
- Крута війна
- Цей фортечний світ